# Heterospilus achi
Heterospilus achi (лат.) — вид наездников рода Heterospilus из подсемейства Doryctinae семейства бракониды (Braconidae). Встречаются в Центральной Америке: эндемик Коста-Рики.

## Описание
Мелкие перепончатокрылые насекомые, длина 3,0 мм. Голова, мезосома и метасома тёмно-коричневые (5-7-й тергиты жёлтые или светло-коричневые), скапус жёлтый с латеральной продольной коричневой полосой, ноги жёлтые. Жгутик коричневый с апикальным белым колцом (состоит из 24—25 члеников). В переднем крыле развита радиомедиальная жилка. Передняя голень с единственным рядом коротких шипиков вдоль переднего края. На задних тазиках ног есть отчётливый антеровентральный базальный выступ, вертекс головы сбоку у глаз нерезко угловатый. Предположительно, как и другие виды рода Heterospilus, паразитируют на жуках или бабочках. Вид был впервые описан в 2013 году американским гименоптерологом Полом Маршем (Paul M. Marsh; Норт-Ньютон, Канзас, США) с группой американских коллег-энтомологов (Wild Alexander L., Whitfield James B.; Иллинойсский университет в Урбане-Шампейне, Эрбана, Иллинойс, США) и назван по имени гватемальской народности майя Achi. От близкого вида Heterospilus dianae отличается жёлтым скапусом (у H. dianae он коричневый или чёрный).